# 大花龙胆
大花龙胆（学名：Gentiana szechenyii）是龙胆科龙胆属的植物，是中国的特有植物。分布在中国大陆的云南、西藏、青海、四川等地，生长于海拔3,000米至4,800米的地区，多生长于山坡草地，目前尚未由人工引种栽培。

## 异名
- Gentiana callistantha Diels et Gilg